# Stadtarchiv Chemnitz
Das Stadtarchiv Chemnitz ist das Archiv der Stadt Chemnitz im Freistaat Sachsen.

## Geschichte
Die Bestände umfassen die amtliche Überlieferung des Rates der Stadt und seiner einzelnen Einrichtungen und reichen bis in die Anfänge der städtischen Verwaltungstätigkeit zurück.
Die Überlieferung beginnt im 16./17. Jahrhundert, die älteste Urkunde ist von 1296 und das älteste Stadtbuch aus dem Jahr 1426.
Des Weiteren finden sich im Archiv die Bestände der zwischen 1844 und 1999 eingemeindeten Ortschaften. Daneben befinden sich die schriftlichen Überlieferungen zahlreicher Handwerksinnungen wie Privilegien, Artikel oder Handwerks- und Rechnungsbücher dort.
Außerdem finden sich zahlreiche Nachlässe, Sammlungen, ein Plan- und Bildarchiv und eine 34.000 Bände umfassende Bibliothek im Archiv.
Seit 1953 befindet sich das Stadtarchiv nebst Bibliothek im ehemaligen städtischen Leihhaus mit der Adresse Aue 16.

## Leiter
- Paul Uhle
- 1947–1971: Rudolph Strauß
- 1971–1981: Helmut Bräuer
- 1981–1994: Gert Richter
- 1995–2016: Gabriele Viertel
- seit Februar 2017: Paolo Cecconi

## Publikationen (Auswahl)
- Spurensuche: jüdische Mitbürger in Chemnitz. Stätten ihres Lebens und Wirkens, Orte der Erinnerung. Chemnitz 2002
- Karl-Marx-Stadt 1989 – Chemnitz 2009: eine Stadt im Wandel. Chronik in Wort und Bild. Erfurt 2009
- Das Herz der Stadt: Chemnitz und sein Neues Rathaus. Stadt, Bürger und Verwaltung von den Anfängen bis 1911. Chemnitz 2011

Daneben führt das Stadtarchiv themenbezogene Recherchen durch und veröffentlicht die daraus entstehenden Publikationen in der Reihe Aus dem Stadtarchiv Chemnitz.